# Кривец (приток Большой Чернавы)
Кривец — река в Измалковском районе Липецкой области. Длина — 22 км, площадь водосборного бассейна — 101 км²
Название Кривец связано с кривизной русла реки.
Исток находится около северо-западной окраины села Слобода на высоте 227 м над уровнем моря. Река течёт в южном направлении по открытой местности. На реке расположены три пруда (водохранилища): на восточной окраине Чермошного, около урочища Сухой Лог и возле урочища Квасово. Впадает в Большую Чернаву слева в 21 км от устья — в посёлке Преображенка на высоте 137 метров над уровнем моря.
На реке расположены сёла Слобода, Чермошное, Снежково и посёлок Преображенка.
На участке реки от Квасовского пруда до деревни Снежково создан ландшафтно-биологический памятник природы Долина реки Кривец, который предназначен для сохранения богатого комплекса степных, луговых и лесных видов растений и животных, характерных для Среднерусской возвышенности, а также редких и исчезающих видов, в том числе занесенных в Красную книгу России.
В селе Чермошное ежегодно с 2016 года в День защитника Отечества проводится фестиваль зимней рыбалки «По щучьему велению» (в 2021 году был проведён 21 февраля, в 2022 и 2025 году не проводился в связи с запретом МЧС выхода на лёд).

## Данные водного реестра
По данным государственного водного реестра России относится к Донскому бассейновому округу, водохозяйственный участок реки — Сосна. Речной бассейн реки — Дон (российская часть бассейна).
Код водного объекта — 05010100212107000001807.